# Cantó de Morne-à-l'Eau-1
El cantó de Morne-à-l'Eau-1 és una divisió administrativa francesa situat al departament de Guadalupe a la regió de Guadalupe.

## Composició
El cantó comprèn part de la comuna de Morne-à-l'Eau.

## Administració
| Període                                  | Identitat      | Partit | Qualitat |
| ---------------------------------------- | -------------- | ------ | -------- |
| 2004-                                    | Georges Hermin | FGPS   |          |
| Les dades anteriors no són pas conegudes |                |        |          |